# Mebu
Mebu ist die Abkürzung für Maschinen(gewehr)-Eisenbetonunterstand. Hierbei handelte es sich um eine deutsche Feldfestung im Ersten Weltkrieg. Sie bestand aus einem unterirdischen Raum, in dem die Mannschaft vor dem feindlichen Artilleriefeuer geschützt war, außerdem lagerten hier der Proviant und die Munition. Von diesem Raum führten Treppen zu den runden, mit einer Kuppel versehenen Maschinengewehrunterständen. Ein herumlaufender Schlitz ermöglichte ein unbegrenztes Schussfeld, so dass es auch möglich war dem Feind von der Flanke her zuzusetzen. Um lange unentdeckt zu bleiben, wurden später die Unterstände mit versenkbaren Kuppeln versehen. So waren sie vor Beschuss durch schwere Artillerie, dem sie kaum standgehalten hätten, geschützt. Stellte der Feind das Artilleriefeuer ein, um nicht seine eigene Infanterie zu treffen, musste man nur warten, bis der Feind in Reichweite war.